# 벼룩시장

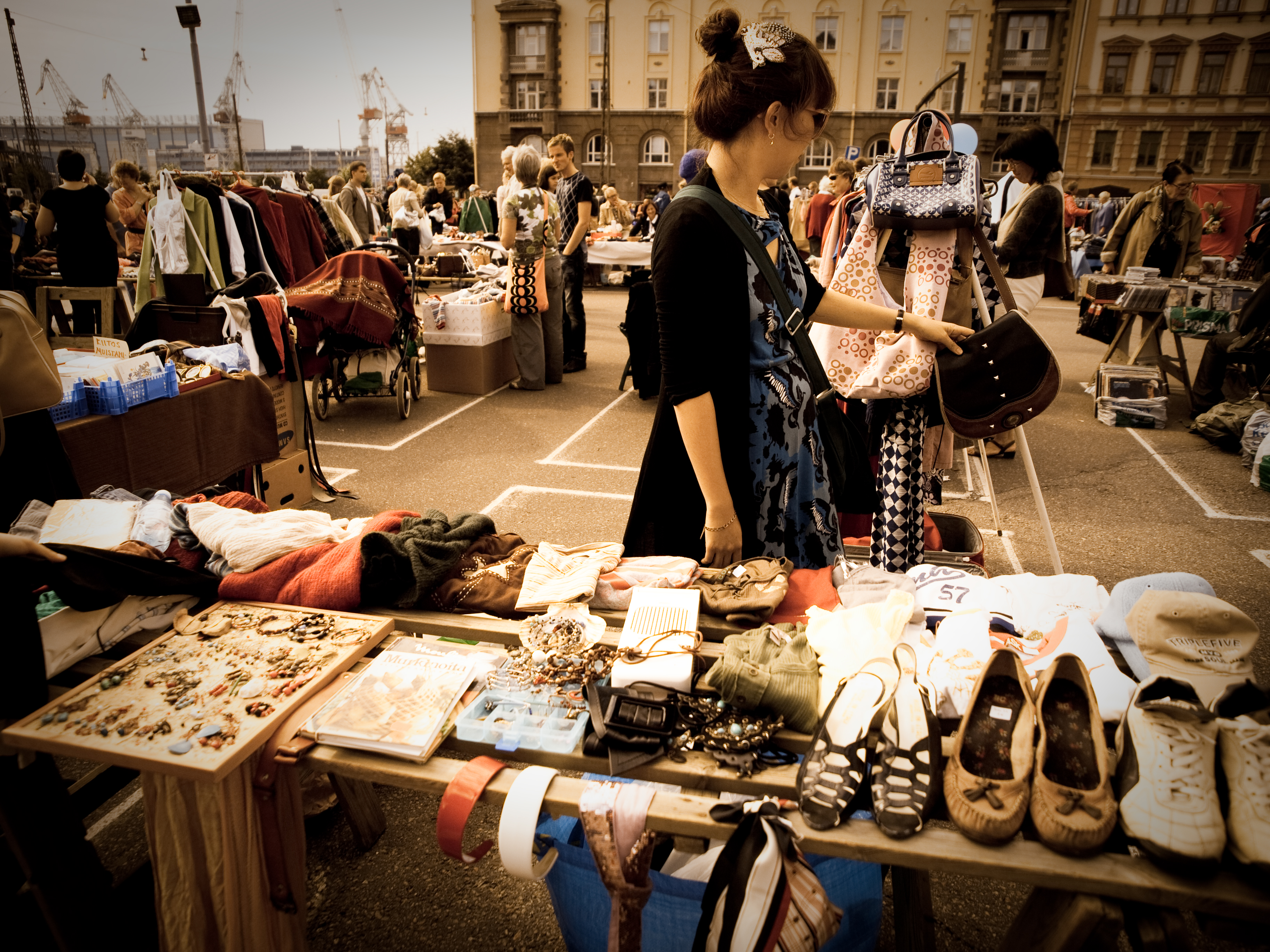
핀란드 헬싱키 Hietalahdentori의 벼룩시장

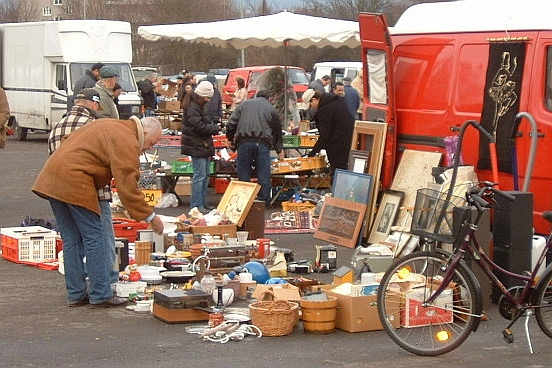
독일의 벼룩시장

벼룩시장(영어: flea market)은 중고품을 파는 프랑스의 노천시장이다. 벼룩이 들끓을 정도로 오래 된 물건을 팔기 때문에 이런 이름이 붙었고, 실질적으로 벼룩과는 무관한 명칭이다. 가구, 보석, 옷, 골동품, 그림, 오래 된 책, 장식품 등이 단돈 몇 유로에서 수만 유로에 이기까지 거래된다. 파리의 관광명소로 꼽혀 전 세계 여행자들이 이 곳을 찾는다. 프랑스 이외에도 유럽의 대도시에는 이런 벼룩시장이 여러 곳 있다.

## 같이 보기
- 중고 시장
- 카부트 세일(car boot/trunk sale)
- 거라지 세일(garage sale)
- 바자(bazaar)
- 기브어웨이 샵(give-away shop)

## 참고 문헌
- 이 문서에는 다음커뮤니케이션(현 카카오)에서 GFDL 또는 CC-SA 라이선스로 배포한 글로벌 세계대백과사전의 내용을 기초로 작성된 글이 포함되어 있습니다.